# Atomic Rooster
Az Atomic Rooster 1969-ben alakult brit progresszív/blues/hard rock együttes.

## Története
Vincent Crane orgonista-billentyűs, Carl Palmer dobos és Nick Graham énekes-basszusgitáros alapították 1969-ben. Crane és Palmer a The Crazy World of Arthur Brown korábbi tagjai voltak. Nevükben a "kakas" szó utalás arra, hogy 1969 a kakas éve volt a kínai naptárban. Fő zenei hatásuknak az amerikai Rhinoceros rockegyüttest tették meg. Hamar felfogadták magukhoz Nick Graham énekes-basszusgitárost. Első nagylemezük 1970 februárjában jelent meg. A zenekar többször is feloszlott az évek alatt. 2016-ban újra összeálltak.
Crane 1989-ben öngyilkosságot követett el.

## Tagok
Jelenlegi tagok
- Pete French - ének (1971, 2016-)
- Steve Bolton - gitár (1971-1972, 2016-)
- Adrian Gautrey - billentyűk (2017-)
- Shug Millidge - basszusgitár (2016-)
- Bo Walsh - dob (2016-)

## Diszkográfia
- Atomic Roooster (1970)
- Death Walks Behind You (1970)
- In Hearing of Atomic Rooster (1971)
- Made in England (1972)
- Nice'n'Greasy (1973)
- Atomic Rooster (1980)
- Headline News (1983)